# 杨方 (宋朝)
杨方（1134年—1211年），字子直，号澹轩（淡轩），晚自号澹轩老叟（淡轩老叟），汀州长汀人，南宋官员。

## 生平
隆兴元年（1163年）進士。授弋陽尉。乾道六年（1170年），調廣州清遠主簿。淳熙初年，改隆興府武寧丞；乾道八年（1181年），擔任靖安令。乾道十三年，被趙汝愚聘為四川制置司主管机宜文字。遷著作郎。绍熙五年（1194年），召为秘书省秘书郎；庆元元年（1195年），出知吉州，遷知建昌軍。嘉泰三年（1203年），知撫州，不久改惠州，辭歸。嘉定元年（1208年），召为侍右郎官，进考功郎中，不久罷歸。嘉定三年（1210年）加直宝谟阁除广西运判兼提刑。嘉定四年，提點廣西刑獄，病卒於象州途中。